# Стрешно
Стре́шно — невелике озеро в Верхньодвінському районі Вітебської області Білорусі.
Озеро розташоване за 36 км на північний схід від міста Верхньодвінськ, посеред хвойного лісу. Знаходиться на терасі правого берега річки Свольна.